# Gex 3: Deep Cover Gecko
Gex 3: Deep Cover Gecko (rinominato Gex 3: Deep Pocket Gecko nella versione Game Boy Color), è l'ultimo videogioco della trilogia di Gex. Danny John-Jules, noto per le sue interpretazioni nella serie televisiva comico-fantascientifica Red Dwarf, presta la voce a Gex nella versione europea del gioco.
Dal 6 luglio 2011 è possibile scaricare Gex 3: Deep Cover Gecko su PlayStation 3 e PlayStation Portable tramite PlayStation Network.

## Trama
Gex scopre che Rez ha rapito la bella agente Xtra, che aveva incontrato in Gex: Enter the Gecko. Si precipita così alla Gexcaverna e comincia un'altra avventura. Ogni livello è la parodia di un determinato aspetto della cultura televisiva. Gex entra in ogni livello attraverso un televisore e deve raccogliere dei telecomandi per sbloccare nuovi livelli ed avanzare nel gioco, al fine di completare la sua missione.

## Modalità di gioco
Due nuovi personaggi appaiono in questo seguito. Gex viene ingaggiato dalla bionda e sexy agente del governo Xtra (interpretata in carne ed ossa da Marliece Andrada, playmate di Playboy e attrice in Baywatch), mentre il suo fedele maggiordomo, Alfred la tartaruga, gli darà utili consigli durante il gioco. Inoltre verso gli ultimi livelli appariranno Rex e Cuz, i cugini di Gex.

## Copertina
La copertina della versione per Nintendo 64 rappresenta Gex su un ring del wrestling. Infatti quest'ultimo imita il wrestler Steve Austin indossando anche il gilet nero con i numeri 3 e 16, gli stessi del noto wrestler.